# Chambœuf (Loire)
Pour les articles homonymes, voir Chambœuf.
Chambœuf est une commune française située dans le département de la Loire et la région Auvergne-Rhône-Alpes.

## Géographie
Chambœuf fait partie du Forez. La commune est située à 22 km de Saint-Étienne.
| Cuzieu, Saint-Galmier | Saint-Galmier                   | Saint-Médard-en-Forez  |
| Rivas, Veauche        | Chambœuf                        | Aveizieux              |
| Veauche               | Veauche, Saint-Bonnet-les-Oules | Saint-Bonnet-les-Oules |

La superficie de la commune est de 11,12 km2 ; son altitude est de 431 mètres.

### Climat
Pour des articles plus généraux, voir Climat d'Auvergne-Rhône-Alpes et Climat de la Loire.
En 2010, le climat de la commune est de type climat océanique dégradé des plaines du Centre et du Nord, selon une étude du Centre national de la recherche scientifique s'appuyant sur une série de données couvrant la période 1971-2000. En 2020, Météo-France publie une typologie des climats de la France métropolitaine dans laquelle la commune est exposée à un climat de montagne ou de marges de montagne et est dans la région climatique Nord-est du Massif Central, caractérisée par une pluviométrie annuelle de 800 à 1 200 mm, bien répartie dans l’année.
Pour la période 1971-2000, la température annuelle moyenne est de 10,6 °C, avec une amplitude thermique annuelle de 16,7 °C. Le cumul annuel moyen de précipitations est de 727 mm, avec 8,5 jours de précipitations en janvier et 6,6 jours en juillet. Pour la période 1991-2020, la température moyenne annuelle observée sur la station météorologique de Météo-France la plus proche, « Saint-Étienne-Bouthéon », sur la commune d'Andrézieux-Bouthéon à 7 km à vol d'oiseau, est de 11,9 °C et le cumul annuel moyen de précipitations est de 728,3 mm,. Pour l'avenir, les paramètres climatiques de la commune estimés pour 2050 selon différents scénarios d'émission de gaz à effet de serre sont consultables sur un site dédié publié par Météo-France en novembre 2022.

## Urbanisme

### Typologie
Au 1er janvier 2024, Chambœuf est catégorisée ceinture urbaine, selon la nouvelle grille communale de densité à sept niveaux définie par l'Insee en 2022.
Elle appartient à l'unité urbaine de Saint-Just-Saint-Rambert, une agglomération intra-départementale regroupant douze  communes, dont elle est une commune de la banlieue,,. Par ailleurs la commune fait partie de l'aire d'attraction de Saint-Étienne, dont elle est une commune de la couronne,. Cette aire, qui regroupe 105 communes, est catégorisée dans les aires de 200 000 à moins de 700 000 habitants,.

### Occupation des sols
L'occupation des sols de la commune, telle qu'elle ressort de la base de données européenne d’occupation biophysique des sols Corine Land Cover (CLC), est marquée par l'importance des territoires agricoles (79 % en 2018), en diminution par rapport à 1990 (82,2 %). La répartition détaillée en 2018 est la suivante : 
prairies (40,8 %), terres arables (21 %), zones agricoles hétérogènes (17,2 %), forêts (12 %), zones urbanisées (9 %). L'évolution de l’occupation des sols de la commune et de ses infrastructures peut être observée sur les différentes représentations cartographiques du territoire : la carte de Cassini (XVIIIe siècle), la carte d'état-major (1820-1866) et les cartes ou photos aériennes de l'IGN pour la période actuelle (1950 à aujourd'hui).

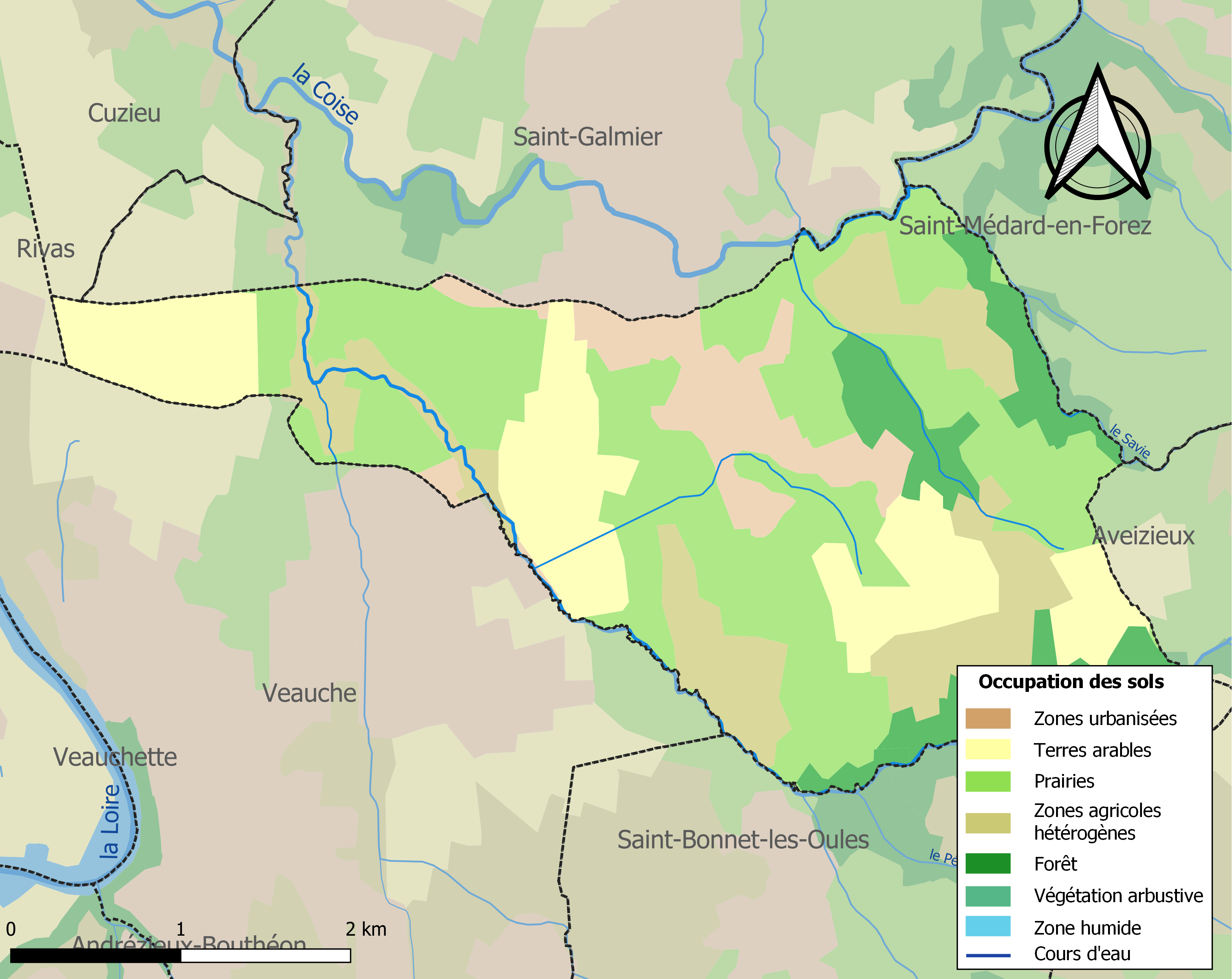
Carte des infrastructures et de l'occupation des sols de la commune en 2018 (CLC).

## Histoire
Il est question de Chambœuf en 1321.
Les prieurés de Veauche et Chambœuf ont été rattachés à l'abbaye d'Ainay le 1er  avril 1457.
Le chapitre d'Ainay était sous le patronage de sainte Blandine. Ce fut probablement pour cette raison que l'église de Chambœuf, qui en dépendait, fut mise sous la protection de la sainte patronne.

## Politique et administration
Le maire a été réélu aux élections municipales de 2014, seul représentant ; le taux de participation est de 58,26 %.
| Période                                  | Période                   | Identité                                         | Étiquette | Qualité          |
| ---------------------------------------- | ------------------------- | ------------------------------------------------ | --------- | ---------------- |
| Les données manquantes sont à compléter. |                           |                                                  |           |                  |
| mars 2001                                | En cours (au 27 mai 2020) | André Charbonnier Réélu pour le mandat 2020-2026 | DVD       | Professeur d'EPS |

## Démographie
L'évolution du nombre d'habitants est connue à travers les recensements de la population effectués dans la commune depuis 1793. Pour les communes de moins de 10 000 habitants, une enquête de recensement portant sur toute la population est réalisée tous les cinq ans, les populations de référence des années intermédiaires étant quant à elles estimées par interpolation ou extrapolation. Pour la commune, le premier recensement exhaustif entrant dans le cadre du nouveau dispositif a été réalisé en 2007.

En 2022, la commune comptait 1 782 habitants, en évolution de +6,77 % par rapport à 2016 (Loire : +1,32 %, France hors Mayotte : +2,11 %).
| 1793 | 1800 | 1806 | 1821 | 1831 | 1836 | 1841 | 1846 | 1851 |
| ---- | ---- | ---- | ---- | ---- | ---- | ---- | ---- | ---- |
| 300  | 331  | 330  | 458  | 453  | 380  | 378  | 362  | 403  |

| 1856 | 1861 | 1866 | 1872 | 1876 | 1881 | 1886 | 1891 | 1896 |
| ---- | ---- | ---- | ---- | ---- | ---- | ---- | ---- | ---- |
| 407  | 447  | 448  | 421  | 378  | 396  | 407  | 450  | 454  |

| 1901 | 1906 | 1911 | 1921 | 1926 | 1931 | 1936 | 1946 | 1954 |
| ---- | ---- | ---- | ---- | ---- | ---- | ---- | ---- | ---- |
| 435  | 451  | 402  | 395  | 390  | 409  | 359  | 354  | 417  |

| 1962 | 1968 | 1975 | 1982 | 1990  | 1999  | 2006  | 2007  | 2012  |
| ---- | ---- | ---- | ---- | ----- | ----- | ----- | ----- | ----- |
| 430  | 445  | 712  | 866  | 1 100 | 1 358 | 1 516 | 1 539 | 1 551 |

| 2017  | 2022  | - | - | - | - | - | - | - |
| ----- | ----- | - | - | - | - | - | - | - |
| 1 711 | 1 782 | - | - | - | - | - | - | - |

## Culture et patrimoine

### Lieux et monuments
- Abbaye de Jourcey (XIIe siècle) : ancienne abbaye de religieuses de l'ordre de Fontevraud. Des anciens bâtiments conventuels, il ne reste plus que l'église abbatiale, de style roman, inscrite MH en 1950[22]. Il s'agit aujourd'hui d'une propriété privée, inaccessible au public.
- Église Sainte-Blandine de Chambœuf.

### Espaces verts et fleurissement
Depuis 2014, la commune devient le premier « village jardin » de la région, dédié à la rose en hommage à Antoine Meilland (natif de Chamboeuf en 1884) avec 5 000 rosiers plantés sur un parcours au cœur du village. Ainsi les 15 et 16 juin, 5 000 visiteurs assistèrent à la Fête de la Rose pour inaugurer le circuit.
En 2015, la commune possède « deux fleurs » au concours des villes et villages fleuris et la 3e en 2018.
Elle a d'ailleurs accueilli le 1er juin 2015 le Congrès mondial de la rose, avec la venue de 600 congressistes de 35 pays différents.